# 대구노변초등학교
대구노변초등학교는 대한민국 대구광역시 수성구 시지동에 있는 공립 초등학교다.

## 연혁
- 1996-08-06 대구노변초등학교 설립 인가
- 1996-09-01 대구노변초등학교 개교(18개 학급 편성)
- 2000-06-15 노변동산 완공
- 2000-06-06 아름드리 도서관 개관
- 2007-10-30 체육기구 도색 및 운동장 수도시설 재보수
- 2008-04-21 푸르미 탐구 학습장 조성
- 2008-10-20 승강기 개축 및 CCTV 설치
- 2009-03-01 교실 냉난방기(천장걸이형) 설치
- 2009-05-07 꿈바라기관 개관
- 2010-04-26 돌봄교실 완공
- 2011-12-01 놀이시설 전면교체
- 2012-03-01 제7대 정병화 교장 부임
- 2012-08-20 교실마루바닥 교체(14실)
- 2012-10-11 노후급식기구 교체
- 2013-01-31 강당접의자 구입
- 2013-03-18 급식실 주방기구 소독기 2대 구입
- 2013-05-08 과학실 현대화 사업
- 2015-01-23 강당(꿈나래터)및 급식실 이전
- 2015-02-12 교실마루바닥 교체(8실)
- 2015-02-20 아름드리 도서관 이전 및 증축
- 2015-02-21 영어체험실 신축
- 2015-03-01 제8대 정은향 교장 부임
- 2015-09-01 영어체험실 구축
- 2016-09-01 보건실 이전 및 교문 확장
- 2016-02-12 교실마루바닥 교체(10실)
- 2017-02-17 제21회 졸업식(졸업생 총수 : 4550명)
- 2017-03-01 30학급 편성

## 참고 자료
- 대구노변초등학교 - 한국교육학술정보원 학교알리미